# Oxylopsebus brachypterus
Oxylopsebus brachypterus är en skalbaggsart som beskrevs av Clarke 2008. Oxylopsebus brachypterus ingår i släktet Oxylopsebus och familjen långhorningar. Inga underarter finns listade i Catalogue of Life.